# François Xavier Joseph de Casabianca
Pour les articles homonymes, voir Casabianca.
François Xavier Joseph, comte de Casabianca, né le 27 juin 1796 à Nice (département des Alpes-Maritimes sous la 1re République) et mort le 24 mai 1881 à Paris, est un homme politique de la Deuxième République, du Second Empire et de la Troisième république.

## Biographie
Avocat à Paris, il représente le département de Corse à l'Assemblée constituante en 1848 et à l'Assemblée nationale législative en 1849. D'opinion bonapartiste, il est nommé ministre du Commerce puis des Finances dans le dernier ministère dans le mois qui précède le Coup d'État du 2 décembre 1851. En janvier 1852, il est chargé d'organiser le ministère d'État. En juillet 1852, Napoléon III le nomme sénateur d'Empire. De 1864 à 1871, il est procureur général près la Cour des Comptes. Il a pour secrétaire particulier son gendre, Alphonse Féry d'Esclands.
En 1876, il est élu député de Bastia, mais se retire de la vie politique après la dissolution de la Chambre en 1877. Son fils Joseph Marie Raphaël de Casabianca lui succède comme député et son deuxième fils Paul de Casabianca est sénateur de Corse.
Les archives du ministère d'État sous le Second Empire sont conservées aux Archives nationales dans la sous-série F/70 

## Décorations
- Grand officier de la Légion d'honneur en 1858